# M'hammed Djellouli
Pour les articles homonymes, voir Famille Djellouli.
M'hammed Djellouli (arabe : امحمّد جلولي), né en février 1836 à Tunis et mort en juin 1908 à Saint-Germain, est un homme politique tunisien.

## Famille et jeunesse
Il naît dans une famille sfaxienne makhzen, qui a donné plusieurs caïds à la régence de Tunis. Son père Farhat est caïd et armateur, tout comme son grand-père Mahmoud, caïd, armateur et grand douanier du pays.
M'hammed Djellouli étudie à la Zitouna.

## Carrière
Il commence sa carrière comme caïd des Mthalith en 1872. En 1874, il occupe le poste de vice-président de la municipalité de Tunis, poste qu'il cumule avec celui de caïd de Djerba et de la tribu des Methalith dès 1875, année où il devient général de brigade. En 1876, il est chargé d'examiner les affaires opposant les sujets du bey à des ressortissants européens.
En 1880, il devient caïd-gouverneur du Kef et des Ounifa, ainsi qu'agha de l'odjak du Kef ; il est désigné comme caïd de Sfax et agha de l'odjak du Sud après l'expulsion de son prédécesseur et oncle, Hassouna Djellouli.
Donnant des preuves de son attachement à la France, il est désigné par les autorités françaises pour succéder à Mohammed Aziz Bouattour comme ministre de la Plume et ministre de la Justice du premier gouvernement formé après l'instauration du protectorat en 1881, poste qu'il combine avec le caïdat de Sfax jusqu'à ce qu'il soit remplacé vers 1894 dans ce caïdat par son neveu Sadok Djellouli.
Excellent diplomate, il pacifie les régions du Kef et de Sfax au début du protectorat. Au poste de ministre de la Plume à partir de 1882, il succède ensuite à Bouattour comme grand vizir en 1907. En avril 1887, il reçoit dans son palais tunisois de la rue du Riche — nommée en l'honneur de son grand-père — l'artisan du protectorat français, Jules Ferry, lors de sa visite en Tunisie. En 1900, la mort de son fils Mokhtar, caïd-gouverneur, atteint sa santé mais il se consacre toujours à ses fonctions avec une grande volonté. Nommé grand vizir, il hésite mais accepte finalement le poste qu'il occupe jusqu'à sa mort en juin 1908.
Il possède de nombreux biens incluant des domaines et des oliviers ainsi que trois palais de style arabo-musulman dans la médina de Tunis, à Radès et à Saint-Germain en plus de sa part dans le palais de la rue du Riche qui appartient à la famille Djellouli et qui est consacré à de fastueuses réceptions d'hommes d'État tunisiens et étrangers.

## Décorations
M'hammed Djellouli est décoré du Nichan Iftikhar, du Nichân Ahd El-Amân, de la Légion d'honneur et d'une décoration américaine et belge.
Il figure parmi les ministres inhumés dans le mausolée du Tourbet El Bey situé dans la médina de Tunis.